# (72655) 2001 FK46
(72655) 2001 FK46 – planetoida z pasa głównego asteroid okrążająca Słońce w ciągu 5,42 lat w średniej odległości 3,09 j.a. Odkryta 18 marca 2001 roku.